# Donnchad Carrthainn mac Cormaic Finn
Donnchad Carrthainn mac Cormaic Finn (mort en 1315) membre de la dynastie Mac Carthy 16e roi de Desmond de 1306 à 1310.

## Contexte
Donnchad Carrthainn dont le surnom signifie Charitable est le second fils de Cormac Finn mac Domnaill
En 1306 après la capture, l'incarcération et la mise à mort en prison de son neveu Domnall Óc mac Domnaill Ruaid par Domnall Máel Cairpreach Mac Carthaigh Riabhach (mort en 1310)  il est porté au trône. Son règne est marqué par la mort de deux autres fils de Domnall Ruad mac Cormaic Finn; Carthach et Seón Ruad, ainsi que par la mort accidentelle de son fils Feidlimid, mac Donnchad Mac Carthaig, qui se blesse mortellement avec sa propre lance à Glas Lathaige au nord de Achad Deó alors qu'il
«  gaffait une truite qu'il avait vue dans le gué »
En 1310 il est déposé en en faveur de son petit-neveu Diarmait Óc mac Domnaill Óic le fils ainé de  Domnall Óc, par les nobles du Desmond qui lui avaient juré leur loyauté particulièrement par les Eóganacht Chaisil. Ils font de grandes incursions à Uí Rathach contre les hommes libres et les officiers de Mac Carthaig, dont les deux fils, Domnall et Taidgh, sont faits prisonniers et restent en captivité pendant 6 mois. Ils sont  libérés par Domnall Máel Cairpreach à la suite d'un accord qui prévoit que la royauté soit restituée à leur père Donnchad, mais  le titre royal demeure finalement à Diarmait, à qui ils l'avaient conféré Les Annales d'Innisfallen relèvent ensuite en 1315 la mort « avant Noël » de Donnchad Mac Carthaig, qui avait été « Roi de Desmumu », elles précisent qu'il est inhumé dans la crypte de Corcach.

## Postérité
Outre Feidlimid pré-décédé il laisse deux autres fils
- Domnall Mac Carthaigh, qui joignit Édouard Bruce lors de son invasion en Irlande en 1315. Après la mort de ce prince il se rendit auprès de son frère Robert Ier d'Ecosse qu'il sert dans ses guerres contre l'Angleterre. Il est à l'origine de la famille des Mac Cartney.
- Tadhg Mac Carthaigh après avoir incendié avec son frère Domnall le château de Dun-Mac-Toghman, ils sont capturés par Diarmait Óc mac Domnaill Óic en 1310, puis délivrés par Domnall Máel Cairpreach[7]. Tadhg n'eut qu'une fille nommée Sabia Mac Carthaigh, mariée avec Thoirdelbach mac Taigd Cael Uisce Ó Briain.

## Source
- (en) T.W Moody, F.X. Martin, F.J. Byrne, A New History of Ireland IX Maps, Genealogies, Lists. A companion to Irish History part II, Oxford, Oxford University Press, 2011 (ISBN 9780199593064)